# Association pour le développement de l'enseignement et de la recherche
Pour les articles homonymes, voir ADER.
Les Associations pour le développement de l'enseignement et de la recherche (ADER) sont des associations à but non lucratif françaises. 
Elles constituent des interfaces pour la promotion et la gestion des programmes de recherche partenariale. Elles sont focalisées sur la conception, la mise en œuvre et la gestion des programmes de recherche partenariale. Elles favorisent le transfert d’expérience et la valorisation  au travers en particulier de la formation par la recherche des jeunes chercheurs et de leur rapprochement avec l’entreprise.
Les ADER en France s’appuient sur le tissu économique régional. Au nombre de 12, certaines sont des structures dont l’expérience est ancienne (créées au début des années 1960). 
Depuis plus de 25 ans, elles sont rassemblées au niveau national au sein de la COPADER (COnférence des Présidents des ADER).

## Liste des ADER
- ADERA à Bordeaux
- ADER Auvergne à Clermont-Ferrand
- ADER LPC à Limoges
- ADER LR à Montpellier
- ADERMIP à Toulouse
- ADER PACA à Marseille
- ADR à Grenoble
- ADRINORD à Lille
- ARERS à Reims
- CEPHYTEN à Orsay
- GRADIENT à Compiègne
- VERNE ADER à Amiens